# Антонінський палац
Антонінський палац — палац, побудований в XVIII столітті  в Антонінах.

## Історія
Палац, перебудований за проєктом архітектора Франсуа Арво в 1897 році у стилі необароко.  
Останнім власником Антонін був Юзеф Миколай Потоцький (1862-1922), який одружився с Хеленою (Геленою) уродженою Радзивілл (1874 Берлін -1958 Мадрид, похована у Монтрезорі) і мав двох синів: Романа Антонія (1893-1971) і Юзефа Альфреда (1895-1968). Дружиною Юзефа Альфреда була Марія Потоцька (1908-2003).
Спалений разом з бібліотекою й архівом у проміжку між 6-10 серпня 1919 року підрозділами збройних сил РСФСР.

## Галерея

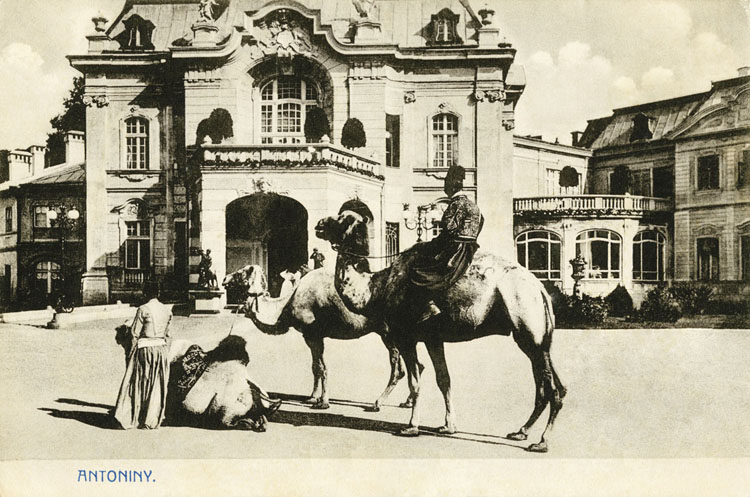
Караван зі Сходу перед палацом у 1907 році
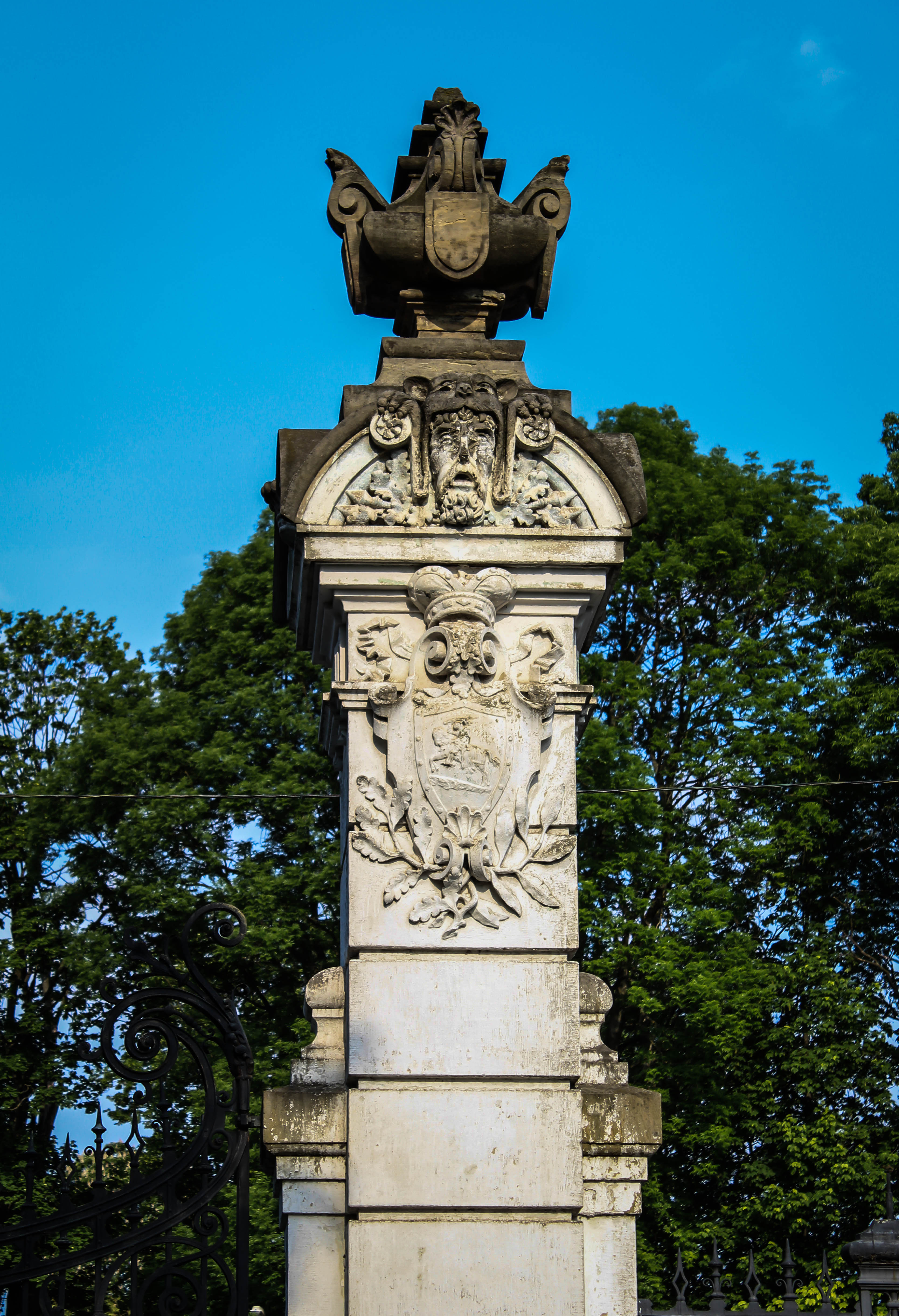
Погоня (герб)
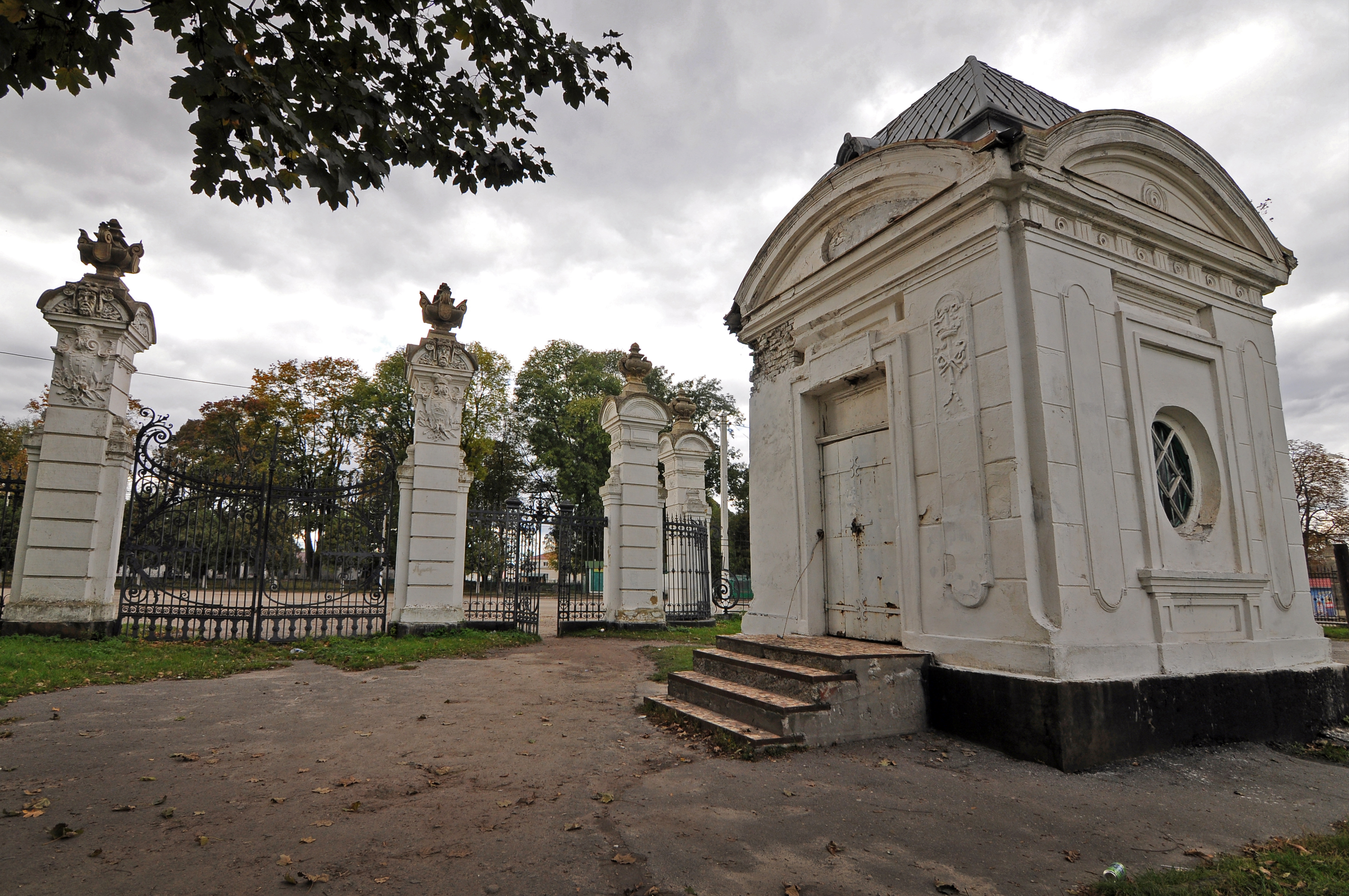
Головні ворота
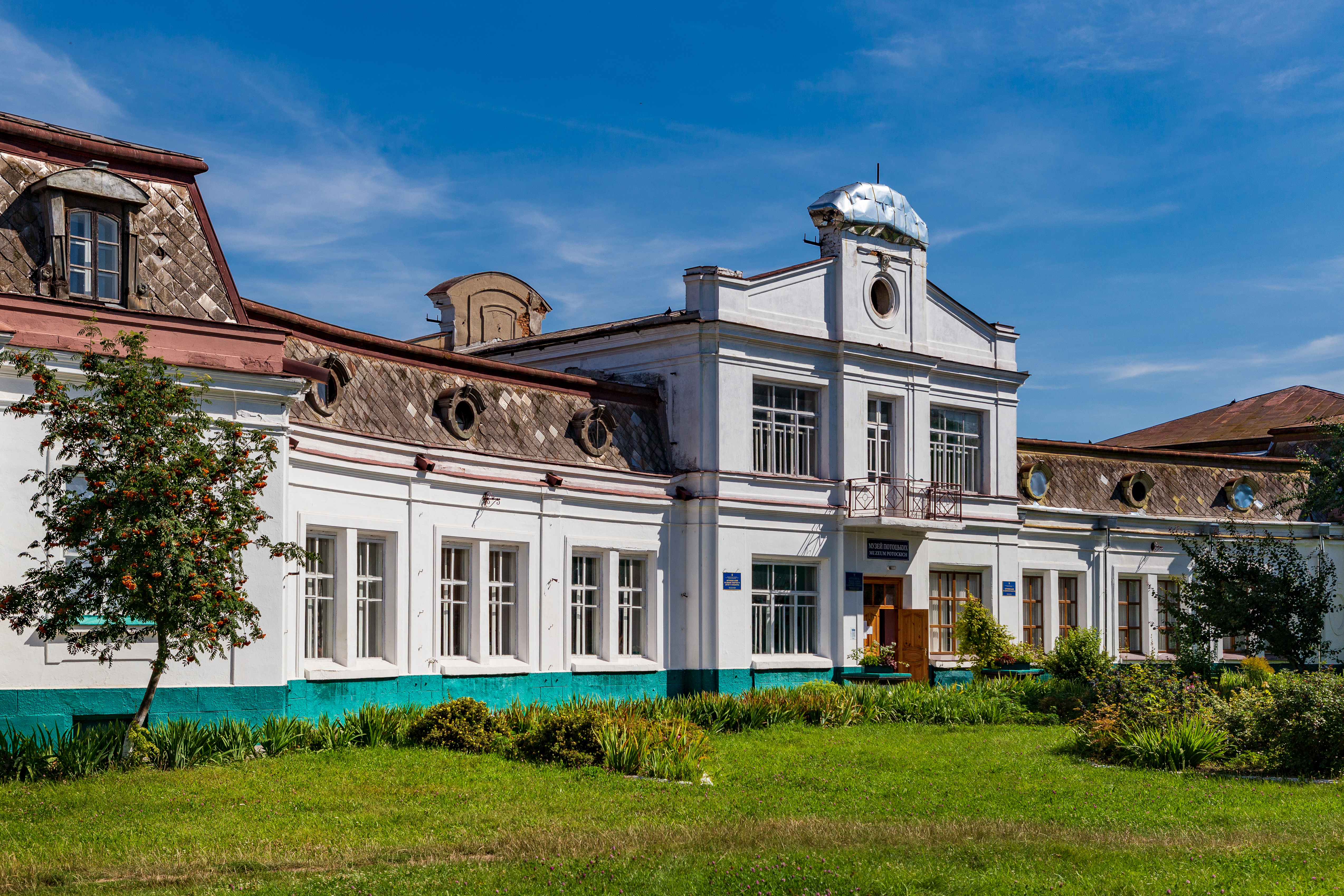
Флігель палацу
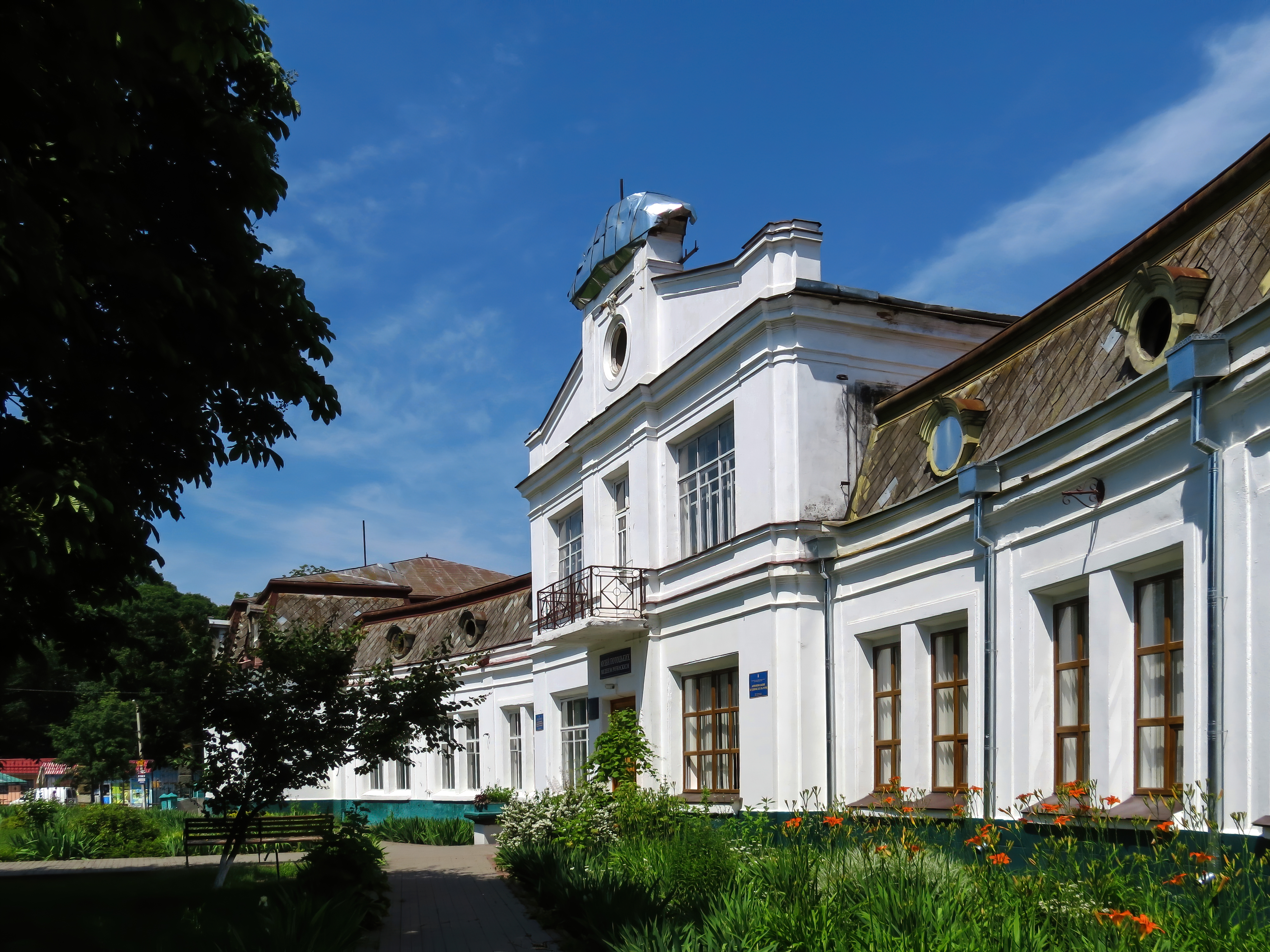
Флігель палацу